# George Back
Pour les articles homonymes, voir Back.
Sir George Back, né à Stockport (Royaume-Uni) le 6 novembre 1796 et mort à Londres le  23 juin 1878, est un amiral de la Royal Navy, explorateur de l'Arctique canadien et artiste.

## Biographie

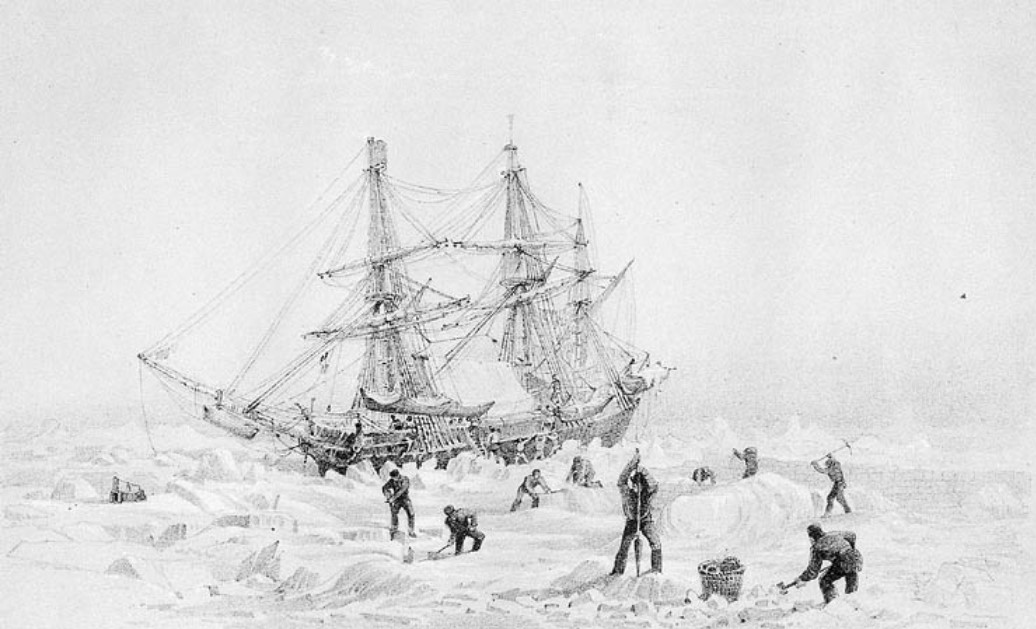
HMS Terror pris dans les glaces en 1836

Engagé très jeune comme volontaire, il est affecté à la frégate HMS Arethusa en 1808 lors des guerres napoléoniennes. Le bâtiment est capturé l'année suivante par les Français et Back reste prisonnier jusqu'à la paix en 1814. Pendant sa captivité, Back développe ses talents d'artiste, qu'il a par la suite mis à profit dans des notes et des dessins de ses voyages à travers l'Arctique.
Après sa libération, Back sert sur le HMS Akbar et le HMS Bulwark comme aspirant avant de se porter volontaire pour servir sous John Franklin dans sa première expédition dans l'Arctique en 1818. Back sert également  sous Franklin dans ses deux expéditions d'étude de la côte nord de l'Amérique du Nord en 1819-1822 et 1824-1826, période au cours de laquelle il est successivement promu lieutenant puis commandant. Back conduit sa propre expédition en 1834 pour compléter l'étude et explorer ce que l'on nommera par la suite la rivière Back en son honneur.
En 1836, Back est promu commandant du HMS Terror pour une expédition dans la partie nord de la baie d'Hudson, avec pour consigne de traverser la péninsule de Melville à pied et d'explorer sa rive opposée. Le Terror est bloqué dans les glaces pendant 10 mois. Au printemps 1837, une rencontre avec un iceberg endommage le navire. Le navire menace de couler lorsque Back réussit à l'échouer sur une côte irlandaise à Lough Swilly.
La mauvaise santé de Back le force à prendre sa retraite du service actif. Il est anobli le 18 mars 1839 et  garde un intérêt pour l'exploration de l'Arctique tout le reste de sa vie. Il sert comme conseiller auprès de l'Amirauté au cours de la recherche de l'expédition perdue de John Franklin, et comme vice-président de la Royal Geographical Society. Il est promu  contre-amiral en 1863 et amiral en 1876.

## Hommage
L'ouvrage de Clements Markham Les Abords de la région inconnue lui est dédié.